# Kentetenka
Kentetenka (skraćeno Kentetka) je bila kraljica drevnog Egipta kao supruga faraona Džedefre (4. dinastija). Bila je i svećenica božice Neit. Porijeklo joj je nepoznato.
Naslovi koje je ova kraljica imala bili su "kraljeva žena" i "ona koja gleda Horusa i Seta".
Kentetenka je bila majka četvorice sinova. Prikazana je kraj nogu svog muža na jednom kipu. Nepoznato je gdje je pokopana, ali je moguće da je mjesto njezina pokopa Abu Rawash.

## Vanjske poveznice
|  | Zajednički poslužitelj ima još gradiva o temi Kentetenka |